# Lista episoadelor din Aventurile lui Sarah Jane
Lista de episoade ale serialului Aventurile lui Sarah Jane.

## Special:Noul an
| Nr | Titlu                  | Cod | Episoade            | Scriitor                          | Director     | Data Lansării   |
| -- | ---------------------- | --- | ------------------- | --------------------------------- | ------------ | --------------- |
| 01 | "Invasion of t e Bane" | 1.X | 60 minute (special) | Gareth Roberts & Russell T Davies | Colin Teague | 1 ianuarie 2007 |

## Sezonul 1 (2007)
| Nr | Titlu                            | Cod      | Episoade   | Producător     | Director        | Debut                         |
| -- | -------------------------------- | -------- | ---------- | -------------- | --------------- | ----------------------------- |
| 02 | Revenge of the Slitheen          | 1.1 1.2  | 2 episoade | Gareth Roberts | Alice Troughton | 24 septembrie 2007            |
| 03 | Eye of the Gorgon                | 1.3 1.4  | 2 episoade | Phil Ford      | Alice Troughton | 1–8 octombrie 2007            |
| 04 | Warriors of Kudlak               | 1.5 1.6  | 2 episoade | Phil Gladwin   | Charles Martin  | 15–22 octombrie 2007          |
| 05 | Whatever Happened to Sarah Jane? | 1.7 1.8  | 2 episoade | Gareth Roberts | Graeme Harper   | 29 octombrie–5 noiembrie 2007 |
| 06 | The Lost Boy                     | 1.9 1.10 | 2 episoade | Phil Ford      | Charles Martin  | 12–19 noiembrie 2007          |

## Sezonul 2 (2008)
| Nr | Titlu                              | Cod       | Episoade   | Producător     | Director         | Debut                |
| -- | ---------------------------------- | --------- | ---------- | -------------- | ---------------- | -------------------- |
| 07 | The Last Sontaran                  | 2.1 2.2   | 2 episoade | Phil Ford      | Joss Agnew       | 29 septembrie 2008   |
| 08 | The Day of the Clown               | 2.3 2.4   | 2 episoade | Phil Ford      | Michael Kerrigan | 6–13 octombrie 2008  |
| 09 | Secrets of the Stars               | 2.5 2.6   | 2 episoade | Gareth Roberts | Michael Kerrigan | 20–27 octombrie 2008 |
| 10 | The Mark of the Berserker          | 2.7 2.8   | 2 episoade | Joseph Lidster | Joss Agnew       | 3–10 noiembrie 2008  |
| 11 | The Temptation of Sarah Jane Smith | 2.9 2.10  | 2 episoade | Gareth Roberts | Graeme Harper    | 17–24 noiembrie 2008 |
| 12 | Enemy of the Bane                  | 2.11 2.12 | 2 episoade | Phil Ford      | Graeme Harper    | 1–8 decembrie 2008   |

## Special (2009)
| Nr | Titlu                                  | Cod | Episoade           | Producător                       | Director   | Debut          |
| -- | -------------------------------------- | --- | ------------------ | -------------------------------- | ---------- | -------------- |
| —  | From Raxacoricofallapatorius with Love | —   | 5 minute (special) | Gareth Roberts & Clayton Hickman | Joss Agnew | 13 martie 2009 |

## Sezonul 3 (2009)
| N  | Titlu                           | Cod       | Episoade   | Producător     | Director        | Debut                        |
| -- | ------------------------------- | --------- | ---------- | -------------- | --------------- | ---------------------------- |
| 13 | Prisoner of the Judoon          | 3.1 3.2   | 2 episoade | Phil Ford      | TBA             | 15–16 octombrie 2009         |
| 14 | The Mad Woman in the Attic      | 3.3 3.4   | 2 episoade | Joseph Lidster | Alice Troughton | 22–23 octombrie 2009         |
| 15 | The Wedding of Sarah Jane Smith | 3.5 3.6   | 2 episoade | Gareth Roberts | TBA             | 29–30 octombrie 2009         |
| 16 | The Eternity Trap               | 3.7 3.8   | 2 episoade | Phil Ford      | TBA             | 5–6 noiembrie 2009           |
| 17 | Mona Lisa's Revenge             | 3.9 3.10  | 2 episoade | Phil Ford      | TBA             | 12–13 noiembrie 2009 6frtcrt |
| 18 | The Gift                        | 3.11 3.12 | 2 episoade | Rupert Laight  | TBA             | 19–20 noiembrie 2009         |

## Sezonul 4 (2010)
- The Nightmare Man
- The Vault of Secrets
- Death of the Doctor
- The Empty Planet
- Lost in Time
- Goodbye, Sarah Jane Smith

## Sezonul 5 (2011)
- Sky
- The Curse of Clyde Langer
- The Man Who Never Was